# Bernard Clavel
Bernard Clavel (Loins-le-Saunier 1923 - 2010) assagista i escriptor francès. Premi Goncourt de l'any 1968 per la seva novel·la "Les Fruits de hiver".

## Biografia
Bernard Clavel va néixer el 29 de maig de 1923 a Lons-le-Saunier, Jura (França) Va deixar l'escola als catorze anys i va entrar d'aprenent en una pastisseria de Dôle. Als setze anys, apassionat del dibuix, es preparava per a l'Escola de Belles Arts. La guerra va interrompre els seus projectes; durant l'ocupació, va treballar en diverses feines a fàbriques, després al camp per escapar del S.T.O. Es va unir als Maquis de l'Ain et du Haut-Jura, on va conèixer a un treballador espanyol a qui convertirà en l'heroi de la seva novel·la més popular: L'Espagnol.
Després de la seva desmobilització (1945), es va instal·lar a la vora del Roine i va intentar viure de la seva pintura. Però ha de renunciar-hi, en néixer el seu segon fill, per motius econòmics i passar a treballar durant nou anys a la Seguretat Social. Ha viscut en diferents indrets de França (Lió, París, Bordeus, Chelles i altres) i en diferents països (Bèlgica, Anglaterra, Txecoslovàquia, Bangladesh, Suïssa, Quebec, Portugal, Irlanda).
Va publicar la seva primera obra "L'Ouvrier de la nuit" el 1956 i a partir d'aquí va continuar amb una tasca prolífica amb més de cent títols entre assaig, novel·les i literatura juvenil, amb múltiples adaptacions al cinema, a la ràdio i a la televisió, amb traduccions a més de vint idiomes. La seva literatura utilitza un llenguatge senzill amb personatges humils i reflecteix el seu compromís pels valors humans.

Va morir a l'edat de 87 anys a Grenoble el 5 d'octubre de 2010

## Premis i distincions
- Bernard Clavel ha guanyat nombrosos premis, des del premi Résonance pel seu primer relat curt, fins al premi Goncourt per Les Fruits de hiver i el Gran Premi de la ciutat de París per tota la seva obra.
- Membre de l'Academia Goncourt entre 1971 i 1977

## Selecció d'obres destacades
| L'ouvrier de la nuit | 1955                                            |
| Pirates du Rhône | 1955-1957                                       |
| Qui m’emporte | 1956-1957                                       |
| L'Espagnol | 1958-1959                                       |
| Malataverne | 1959-60                                         |
| La grande patience : La maison des autres Celui qui voulait voit la mer Le cœur des vivants Les fruits de l'hiver          | 1961 1962 1963-1964 1967                        |
| Le Voyage du père | 1965                                            |
| L'Hercule sur la place | 1966                                            |
| Le Tambour du bief | 1968-69                                         |
| Le Seigneur du fleuve | 1970-71                                         |
| Le Silence des armes | 1972-73                                         |
| Tiennot | 1973-75                                         |
| Les colonnes du ciel : La Saison des loups La Lumière du lac La Femme de guerre Marie Bon Pain Compagnons du nouveau monde | 1974-75 1975-76 1977 1979-80 1980-81            |
| Le Royaume du Nord : Harricana L'or de la terre Miséréré Amarok L'Angélus du soir Maudits sauvages                         | 1978-82 1978-83 1978-84 1978-86 1978-87 1978-88 |
| Quand j’étais capitaine | 1988-89                                         |
| Meurtre sur le Grandvaux                                                                                                   | 1990                                            |
| La révolte à deux sous | 1988-91                                         |
| Cargo pour l'enfer | 1987-92                                         |
| Les roses de Verdun | 1993                                            |
| Le Carcajou | 1996                                            |
| La Guinguette | 1997                                            |
| Le Soleil des morts | 1998                                            |
| Les Petits bonheurs | 1999                                            |
| Le Cavalier du Baïkal | 1999                                            |
| Brutus | 2000                                            |
| La Retraite aux flambeaux                                                                                                  | 2001                                            |
| La table du Roi | 2002                                            |
| Les grands malheurs | 2003                                            |